# Callao
Pour les articles homonymes, voir Callao (homonymie).
Callao est une ville du Pérou, proche de Lima, l'un des six districts de la province constitutionnelle de Callao. Principal port de pêche et de commerce du pays, sa population était de 539 729 habitants en 2024.
Callao accueille sur son territoire l'aéroport international Jorge Chávez, le plus important du pays, desservant Lima. La ville est avec sa cathédrale Saint-Joseph le siège du diocèse de Callao.

## Histoire
Callao est fondée en 1537 par des colons espagnols, deux ans après Lima, et devient aussitôt le principal port espagnol de commerce dans le Pacifique. L’origine du nom de la ville est encore aujourd’hui inconnue.
Durant la vice-royauté du Pérou toutes les marchandises produites dans la partie est du royaume sont transportées à travers les Andes à dos de mule vers Callao. Elles sont ensuite chargées sur des bateaux et transportées jusqu'au Panama, puis de nouveau rechargées pour traverser l'isthme de Panama et enfin de nouveau rechargées pour traverser l'océan Atlantique jusqu'en Espagne.
C'est là que se déroula la bataille de Callao en 1866.
Depuis 1870, le port de Callao est le point de départ du réseau de chemin de fer Ferrovías Central, conçu et construit par l'ingénieur Ernest Malinowski. Ce réseau - qui atteint la deuxième plus haute altitude du monde pour un réseau ferré- passe par Lima et La Oroya, puis rejoint Huancayo au sud et Cerro de Pasco au nord dans le centre du pays.

## Divers
Callao constitue le point de départ de l'aventure de Tintin Le Temple du Soleil puisqu'il sert de port d'attache pour le Pachacamac, le bateau qui transporte le professeur Tournesol et ses ravisseurs.

## Personnalités liées
- Nidia Vílchez (1964-), ministre.
- Luis Bedoya Reyes (1919-2021), homme politique péruvien.